# Ion Antonescu
Ion Antonescu (ejtsd: Jon Ántoneszku) (Pitești, 1882. június 15. – Jilava, 1946. június 1.) román katonatiszt, diktátor. A háború után halálra ítélték és kivégezték háborús bűnökért.

## Katonai pályán

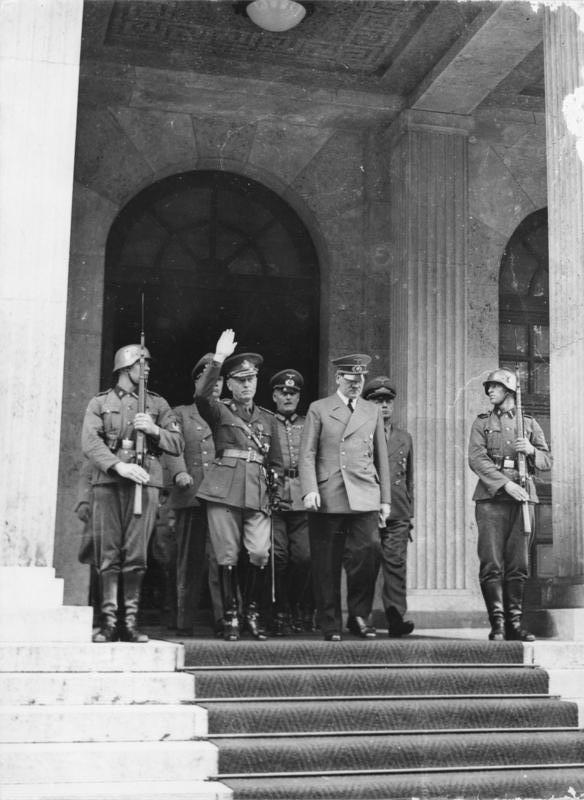
Ion Antonescu üdvözli a tömeget Adolf Hitler oldalán 1941, München

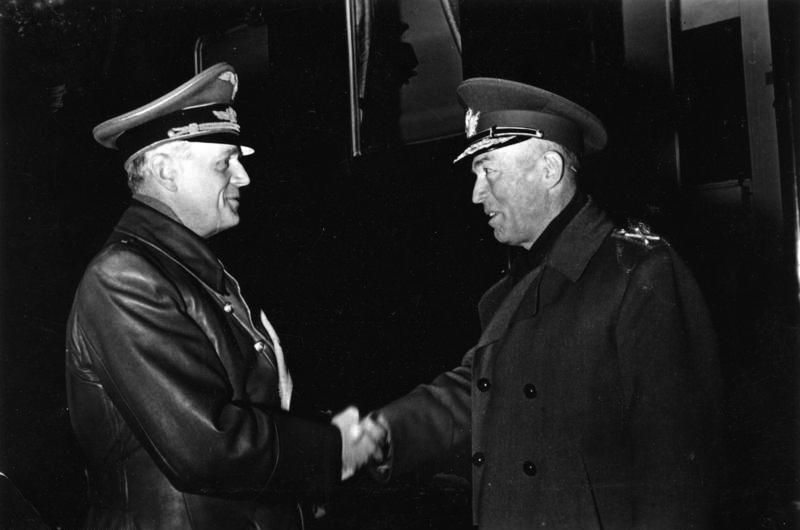
Joachim von Ribbentrop és Ion Antonescu. Antonescu vakbuzgalommal harcolt a németek elsőszámú csatlósa szerepéért.

Piteștiben született. Fiatalon katonai pályára lépett, francia katonai iskolába járt, majd a hadseregbe került. 1907-re hadnagyi rangban szolgált, amikor részt vett egy Galați körüli parasztfelkelés leverésében, ami az az évi román parasztháború egyik nagy megmozdulása volt, miközben kegyetlenségével és kezdeményezőkészségével felhívta magára felettesei figyelmét. 1911-ben elvégezte a hadi akadémiát, és az 1913-as második Balkán-háborúban elnyerte a legmagasabb román hadi kitüntetést.

## Az I. világháborúban
Amikor 1914-ben kitört az első világháború, Románia semleges maradt, és csak 1916. augusztus 27-én lépett be a harcba az antant-hatalmak oldalán. Eleinte rosszul alakult számára a háború: a központi hatalmak elfoglalták Bukarestet és megsarcolták Romániát. A helyzet csak az antant győzelmével fordult jóra. Antonescu a háború alatt Constantin Prezan parancsnok hadseregének volt hadműveleti főnöke, majd a győzelem közeledtével már az egész román haderő hadműveleteiért felelt. A győzelem után Románia területe több mint kétszeresére nőtt, mivel 1919-ben elismerték igényét Erdélyre, Bukovinára és Besszarábiára. A sok más nemzetiségű jelenléte a román nacionalista sovinizmus és antiszemitizmus erősödését vonta maga után. 1922 októberében I. Ferdinándot Nagy-Románia királyává koronázták. 1923-ban új alkotmányt adtak ki, ami az országban erős, centralizált hatalmat hozott létre: a király joga volt a miniszterelnök kinevezése is. Egyúttal a romániai zsidókat emancipálták.

## Diplomáciai feladatok, válság Romániában
Antonescu 1922-ben Párizsban volt katonai attasé, majd 1923–1926 között Londonban töltött be hasonló funkciót. Bár magát esküdt antiszemitának tartotta, londoni évei alatt feleségül vett egy francia zsidó nőt, akitől még gyermeke is született, bár hamarosan elváltak, és a gyerek is korán meghalt.
Közben 1924-ben Romániában betiltották a kommunista pártot annak szovjet kapcsolatai miatt, de a mozgalom tovább működött illegálisan.
Az 1929 októberében kitört gazdasági világválság hatalmas csapást mért Románia döntően agráralapokon álló gazdaságára. Ez a harmincas években a vérmesen idegengyűlölő Vasgárda megerősödéséhez vezetett. A gárda tagjai, a „légionisták” háborút hirdettek a kommunistákkal és a zsidókkal szemben, zaklatták és bántalmazták őket a nyílt utcán, illetve titokban politikai gyilkosságokat terveltek ki és hajtottak végre. 1927-ben meghalt Ferdinánd király, és Mihály, az unokája örökölte a trónt. Mihály még 10 éves sem volt 1930-ban, amikor Ferdinánd korábban trónöröklésből kitagadott fia, II. Károly visszatért, és előbb régens, majd király lett. 1940-ben Mihály elűzte és  ténylegesen a trónra került.

## Vezérkari főnök és hadügyminiszter
1934-ben Antonescu tábornokká lépett elő, és a román hadsereg vezérkarának főnöke lett.
Franciaország nyomására 1933-ban hivatalosan feloszlatták a Vasgárdát, de az a valóságban tovább működött „Mindent az Országért” (Totul Pentru Țară) néven. A Gárda hamarosan a Harmadik Birodalom támogatását is élvezhette, és a legnagyobb hatású balkáni szélsőjobboldali mozgalommá nőtte ki magát, miközben erőteljesen hozzájárult Románia politikai életének destabilizálásához. Az 1937-es választásokon 16%-ot ért el, és 66 parlamenti székkel a harmadik legnagyobb párttá vált. A király részvételükkel alakíttatott koalíciós kormányt, ami kitiltotta a zsidókat a hadseregből és a civil szférából, megtiltva számukra a tulajdonszerzést és bizonyos szakmák gyakorlását. Antonescu e kormány hadügyminisztere volt.
1938-ban a politikai zűrzavart látva II. Károly felfüggesztette az alkotmányt és diktátorrá lépett elő (február 12.). Szigorú cenzúrát vezetett be, megerősítette a rendőrségi felügyeletet és a kisebbségek ellen is intézkedéseket foganatosított. A tavasz folyamán több vasgárdista vezetőt elfogtak és kivégeztek.

## A miniszterelnöki székben
1939-ben kitört a II. világháború. Armand Călinescu miniszterelnök szeptember 6-án deklarálta a semlegességet, mire a vasgárdisták megölték szeptember 21-én. A király továbbra is fenn próbálta tartani a semleges állapotot, de végül rákényszerült a Hitlerrel való kiegyezésre. 1940 folyamán vissza kellett adnia a Szovjetuniónak Besszarábiát, illetve Magyarországnak Erdély északi, többségében magyarlakta részét (második bécsi döntés, 1940. augusztus 30.), illetve Dél-Dobrudzsát Bulgáriának. Az ország területének harmada ezzel elveszett, és megrendült a király népszerűsége. II. Károly egy Vasgárda vezette felkelés elkerülése érdekében ismét felfüggesztette az alkotmányt, és Antonescut nevezte ki miniszterelnöknek 1940. szeptember 4-én. Ő azonban hamarosan, maga mögött tudva a Vasgárda, néhány tiszt és Németország támogatását, követelte a király távozását és lemondását a trónörökös, Mihály javára. Horia Simával, a Vasgárda vezetőjével együtt megalakította a „Nemzeti Légionárius Kormányt”, aminek Antonescu Conducător (vezér) a feje, Sima pedig a miniszterelnök-helyettese volt. A vezér a Führert is meglátogatta, és október 7-én német csapatok érkeztek Romániába, hogy biztosítsák az olajmezőket. November 23-án a románok a tengelyhatalmak oldalán csatlakoztak a háborúhoz. Szigorú zsidó-, görög- és örményellenes intézkedéseket vezettek be. Antonescu Romániája Hitler egyik legfontosabb szövetségese volt: rengeteg katonával, élelemmel és üzemanyaggal látta el a németeket a háború alatt, amint ebben a sorozatos találkozókon megegyeztek.

## Antonescu diktatúrája
Romániában a Conducător beleegyezésével a Vasgárda iszonyú terrorba fogott: a lemondatott Károllyal kapcsolatba hozható személyek mellett rengeteg zsidót öltek meg mindaddig, amíg tevékenységük túlzottan zavaróvá nem vált, és a román illetve német hadsereg el nem kezdte lefegyverezni őket. A Vasgárda ezért 1941. január 27-én fellázadt, és egy háromnapos öldöklés keretében 127 zsidót végzett ki, míg a román és német haderő néhány héten belül le nem verte, és feloszlásra nem kényszerítette őket. Antonescu ekkor diktátorrá (államfővé, a minisztertanács elnökévé és októberben marsallá) nyilvánította magát. További antiszemita intézkedéseket is hoztak: A Nemzeti Romanizáló Központ feladata a zsidók eltüntetése volt a román életből.

## Népirtások
A Conducător 1941. június 22-étől kezdve körülbelül egymillió katonával támogatta a németek Szovjetunió elleni támadását, és egyúttal megnövelte a szövetségeseinek juttatott kőolaj- és élelmiszerszállítmányok mennyiségét. A harcok nagy jutalommal kecsegtették Romániát: megkaphatta Észak-Bukovinát, Besszarábiát, sőt a Dnyesztertől keletre eső területek nagy részét egészen Odesszáig. Az elfoglalt területeken élő zsidókat potenciális szovjet kémnek tekintették, csakúgy, mint a „régi Romániában” lakókat. Június 19-én Antonescu 40 000 romániai zsidó deportálását rendelte el városi gettókba és elkülönítő táborokba. Június 27-június 29. között a jászvásári pogrom során legalább 13000 zsidót megöltek a román hatalmi szervek.
Antonescu a hadsereget könyörtelenségre szólította fel annak érdekében, hogy megszabaduljon a bukovinai és besszarábiai zsidóktól. Ennek következtében több mint 310 000 zsidót űztek el az említett területekről román és német katonai egységek román, illetve ukrán civilek segítségével. Szeptember 15-én a Conducător elrendelte 150 000 túlélő koncentrációs táborokba és gettókba zárását a németek által megszállt Ukrajna transznisztriai részén – itt a háború során 80 000 európai zsidót végeztek ki a nácik és csatlósaik. A 150 000 főből mindössze ötvenezren élték túl a deportálást (ők 1943 decemberétől a szovjetek közeledtére hazatelepülhettek). 1941. október 22-én az ogyesszai parancsnokságnál történt robbantás hatására Antonescu 200 fő kivégzését rendelte el minden egyes román és német tisztért. Másnap a városban 25000 helyi zsidót végeztek ki a partizánok akcióját megbosszulandó.
Összességében elmondható, hogy a Romániában háború előtt élő 760 000 zsidó közül 420 000 halt meg, főleg Besszarábiában, Bukovinában és a Magyarország részét képező Észak-Erdélyben (itt a német megszállás idején). Románia magterületén azonban Antonescu nem engedélyezte a tömeges deportálásokat, félve, hogy gazdasági összeomlást okozna.
Bár Antonescu személyes felelősségéről voltak viták, 280 000-380 000 zsidó halálért tartják felelősnek. Közvetlen felelősségét egy bizottság állapította meg, amelyet a Nobel-békedíjas Elie Wiesel vezetett és amelynek jelentését 2004-ben a román kormány hivatalosan is elfogadta.
2006 decemberében azonban a bukaresti legfelső bíróság felmentette a béke elleni bűnök alól (a fő vádpont ellene). Ez meglepő módon a román sajtóban, politikában, és civil társadalomban nem kapott visszhangot, csupán a Moldovai Köztársaság Kommunistáinak Pártja és az Európai Baloldal tiltakozott. Később számos zsidó szervezet és az orosz kormány is tiltakozott. Ez az első eset Romániában, hogy egy százezrek haláláért felelős embert felmentenek egy ilyen fontos vádpont alol.

## AConducătorbukása

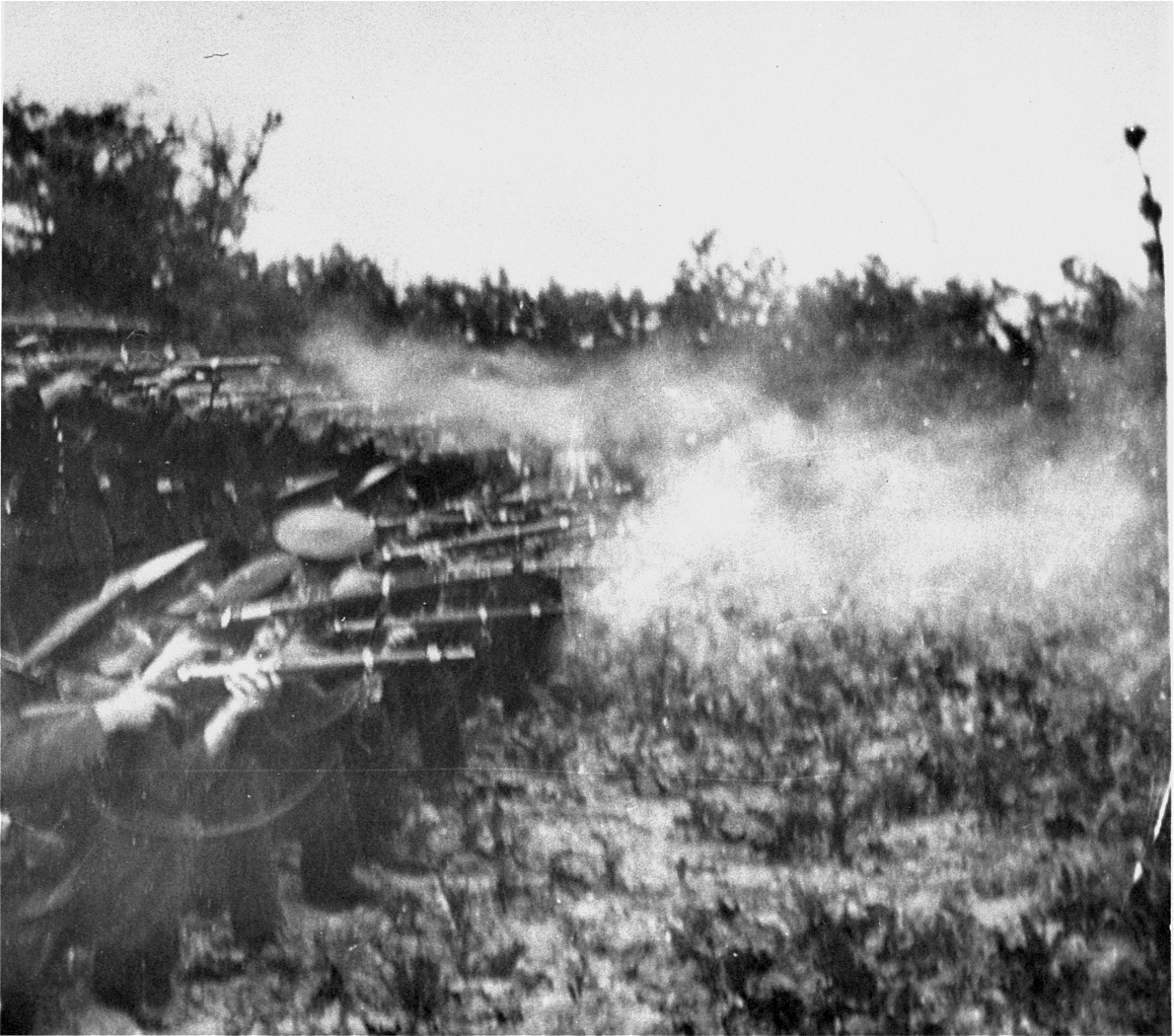
Antonescu kivégzése

1943-ban a németek és szövetségeseik ellen fordult a hadiszerencse: a sztálingrádi vereség után szovjet ellentámadás indult nyugat felé. Rengeteg román esett el a harcokban, a hadsereg maradéka pedig erősen demoralizálódott, mire megérkeztek a Vörös Hadsereg alakulatai Romániába 1944. augusztus 20-án. Három nap múltán Mihály király, akit néhány tiszt, fegyveres kommunisták és a Nemzeti Demokratikus Blokk támogatott, elrendelte Antonescu letartóztatását, átvette a kormány irányítását, hadat üzent Németországnak és visszaállította az 1923-as alkotmányt. A szovjetek augusztus 31-én értek Bukarestbe, fegyverszünetet pedig szeptember 12-én kötöttek a sikeresen kiugró románokkal, akik ezután a szövetségesek oldalán részt vettek a magyarországi és szlovákiai harcokban. 
A háború lezárulása idejére a román emberveszteségek majdnem egymillió főre rúgtak. Antonescut a Szovjetunióban hallgatták ki, aztán kiadták hazájának, hogy háborús bűnösként ítélkezhessenek róla. A nemzetárulási pernek nevezett háborús bűnös perben halálra ítélték 13 társával együtt május 17-én. Június elsején lőtték agyon a Bukarest melletti, a jilavai erőd börtönében, Mihai Antonescu korábbi külügyminiszterrel, Constantin Vasiliu korábbi csendőrparancsnokkal és Gheorghe Alexianuval, Transznisztria egykori kormányzójával együtt.

## Külső hivatkozás
- Ion Antonescu életrajza, moreorless.au.com (angolul)
- Ion Antonescu és a rá felesküdő Horia Sima legionáriusai (1940)
- Vallomás az 1946-os per során, a halálos ítélet felolvasása, és a kivégzés